# مات بولدين
مات بولدين (بالإنجليزية: Matt Bouldin)‏ مواليد 17 يناير 1988 في كولورادو، هو لاعب كرة سلة أمريكي. بدأ مسيرته الاحترافية في سنة 2010. يلعب مع بوسان كي تي سونيكبوم في الدوري الكوري لكرة السلة. يحمل الرقم 44. يبلغ طوله 6 قدم 5 بوصة (2.0 م). حقق المركز الثاني في بطولة العالم لكرة السلة للشباب تحت 19 سنة 2007. لعب كرة السلة الجامعية في جامعة قونزاقا.

## المسيرة الاحترافية
لعب مع إراكليس سالونيك في موسم 2010–2011، ثم لعب مع أوكلاهوما سيتي بلو في سنة 2011، ثم لعب مع بودوشنوست في موسم 2011–2012، ثم لعب مع لوس أنجلوس ديفيندرز في سنة 2013، ثم لعب مع فورت واين ماد أنتس في موسم 2014–2015، ثم لعب مع تشانغوون إل جي ساكرز في سنة 2015، ثم لعب مع بوسان كي تي سونيكبوم في سنة 2016.

## الميداليات
| الميدالية | المسابقة                                       |
| --------- | ---------------------------------------------- |
| فضية      | بطولة العالم لكرة السلة للشباب تحت 19 سنة 2007 |

## روابط خارجية
- مات بولدين على موقع الاتحاد الدولي لكرة السلة (الإنجليزية)
- مات بولدين على موقع كرة السلة الأوروبية.كوم (الإنجليزية)
- مات بولدين على موقع كلية كرة السلة في سبورتس رفرنس.كوم (الإنجليزية)
- مات بولدين على موقع ريلجم (الإنجليزية)
- مات بولدين على موقع بروبوليرز (الإنجليزية)
- مات بولدين على موقع سبورتس رفرنس (الإنجليزية)
- مات بولدين على موقع سبورتس رفرنس (الإنجليزية)